# هانز مودرو
هانز مودرو (تُلفظ بالألمانية: [ˈhans ˈmoːdʁo]؛ من مواليد 27 يناير 1928)  هو سياسي يساري ألماني معروف باسم آخر رئيس وزراء شيوعي لألمانيا الشرقية. تولى منصبه في منتصف الثورة السلمية، وكان القائد الفعلي للبلاد لفترة طويلة من شتاء عام 1989 و1990، في محاولة لتأخير إعادة توحيد ألمانيا وحل الشرطة السرية شتازي لأطول فترة ممكنة والتستر على جرائم شتازي.
بعد انتهاء الحكم الشيوعي وإعادة توحيد ألمانيا، أدين بتهمة الاحتيال وشهادة زور من قبل محكمة درسدن المحلية في عام 1995. كان الرئيس الفخري لحزب الاشتراكية الديمقراطية (PDS)  وكان رئيسًا لـ «مجلس شيوخ» حزب اليسار منذ عام 2007.

## النشأة والتعليم
من 1949 إلى 1961، عمل مودرو في وظائف مختلفة للشباب الألماني الحر (FDJ) في براندنبورغ، مكلنبورغ وبرلين وفي 1952/1953 درس في كلية كومسومول في موسكو. من 1953 إلى 1961، شغل منصب FDJ في برلين. من 1954 إلى 1957، درس في مدرسة كارل ماركس التابعة لـ SED في برلين، وتخرج كعالم اجتماعي. في 1959-1961 درس في جامعة الاقتصاد في برلين - كارلسهورست وحصل على درجة الدراسات العليا الاقتصادي. حصل على الدكتوراه في جامعة هومبولت في برلين في عام 1966. أبقته المخابرات الاتحادية (BND) في ألمانيا الغربية تحت الملاحظة في الفترة من 1958 إلى 1990.

## وصلات خارجية
- هانز مودرو على موقع IMDb (الإنجليزية)
- هانز مودرو على موقع مونزينجر (الألمانية)
- هانز مودرو على موقع أول موفي (الإنجليزية)
- هانز مودرو على موقع ديسكوغز (الإنجليزية)
- هانز مودرو على موقع كينوبويسك (الروسية)